# بابیشکا گورا
بابیشکا گورا (به صربی: Babička Gora) یک کوه در صربستان است که در لسکواس واقع شده‌است. بابیشکا گورا ۱٬۰۵۹ متر بالاتر از سطح دریا واقع شده‌است.